# Sándorné Sipos Éva
Sándorné Sipos Éva (1973. augusztus 13. – 2018. augusztus 8.) kétszeres EHF-kupagyőztes magyar kézilabdázó, jobbszélső.

## Pályafutása
A Nyíregyháza korosztályos csapatában kezdte a kézilabdázást, majd 1987-től a Debrecen MVSC együttesében folytatta, ahol 1990-ben mutatkozott be az első csapatban. 1994–95-ben és 1995–96-ban EHF-kupagyőztes lett a debreceni csapattal.

## Magánélete
Férje Sándor Csaba labdarúgó, edző.

## Sikerei, díjai
- EHF-kupa
  - győztes (2): 1994–95, 1995–96
- EHF-kupagyőztesek Európa-kupája
  - döntős: 1991–92
- Magyar bajnokság
  - 2. (2): 1994–95, 1995–96
  - 3. (2): 1990–91, 1992–93
- Magyar kupa
  - győztes: 1991
  - döntős: 1996